# Castell de Guissona
El castell de Guissona està situat a Guissona (Segarra). Hi ha restes d'una porta romana, encara amb els seus carreus originals, coixinats, entre dues torres quadrades, amb modificacions medievals posteriors. També són visibles fragments de muralles, pertanyents, per la seva cronologia, al Baix Imperi. Per nombroses troballes arqueològiques, verificades a Guissona mateix o ben a la vora, els investigadors poden ressaltar l'auge assolit pel paratge durant els temps romans.

## Context històric
L'antiguitat remota de Guissona no ha deixat d'oferir punts polèmics, car algun erudit ha pretès d'identificar amb Guissona la ibèrica «Aeso», mentre que l'opinió d'arqueòlegs actuals l'aprecien com la «Iesso» de les Taules de Ptolemeu, reservant per a Isona aquell nom. Del que hom no pot dubtar, en tot cas, és que l'indret gaudia ja de predicament durant l'època romana, puix que esdevingué capçalera del «Municipium Iessonensis», categoria de municipi que a la Catalunya occidental només tingueren Lleida, Isona i Segarra.
La reconquesta cristiana de Guissona — llegim al·lusió a la vila i al castell— anà a càrrec del bisbe d'Urgell (sant) Ermengol. L'acció reconqueridora va ésser duta a terme poc abans de l'any 1024, vers el 1016 en opinió del P. Sanahuja. L'historiador Lladonosa explica que vers el quinquenni 1020-1024 el bisbe Ermengol havia ja organitzat la part superior de la Ribera de Sió, amb Guissona com a centre natural i punt de conjunció dels comtats de Barcelona i d'Urgell, enmig de terres despoblades i amb restes d'antigues construccions visigòtiques i romanes. És molt probable —afegeix— que en aquest extens territori persistís en bona part població mossàrab en contacte assidu amb els cristians del nord. Guissona s'anirà desenvolupant, sobretot a partir de l'any 1035, en ésser colonitzada la riba del Llobregós, sobre Oliola, i fins al seu desguàs a Ponts.
Vers el segle xiv el poble de Fluvià, amb el seu castell o torre, començà a esllanguir-se i en el fogatjament del 1365-1370, dins la vegueria de Cervera, hi consten 35 llocs a Fluvià i Tapioles i al «Loch de Guissona», qui és del dit Bisbe (d'Urgell) hi consten 134 focs.
A la vila de Guissona, el 1462, «amb motiu de la guerra del comte de Foix, hi entra lo mariscal de França senyor d'Orbal» i aleshores es comenta que «la construcció més interessant que posseeix Guissona és a un quilòmetre al NE., al punt on hi havia el lloc de Fluvià, avui desaparegut, i que conserva encara el nom aplicat a tota aquella partida de terme».
L'any 1505, el bisbe Pere de Cardona, desitjós d'adjuntar a la jurisdicció criminal que tenia sobre Fluvià els altres drets de senyoriu, proposà l'adquisició dels drets que hi tenia la universitat de Guissona, i així va obtenir-ho, però amb les condicions que s'ensorrés el poble, església i castell, no permetent poblar altra vegada dit territori ni aixecar-hi casa forta alguna i que el bisbe, per a ell i els seus successors, construís una casa de plaer.
D'aquesta casa, actualment sols en podem observar les despulles, i prova que ja aleshores es dubtava que fos exclusivament de plaer, que sempre més se l'ha coneguda per obra de Fluvià. Aquí foren traslladades les imatges de Santa Llúcia i de Sant Blai, que es veneraven en la vella església i d'aquí ve el popular nom de «Santa Llúcia», amb què encara se l'assenyala. La construcció degué durar de 1505 a 1514, en què el bisbe Cardona passà a ocupar la cadira metropolitana de Tarragona. Hom dubta de la clàusula que els de Guissona haurien imposat al bisbe, en vendre-li els drets de Fluvià, d'eliminar aquest poble.

## Arquitectura

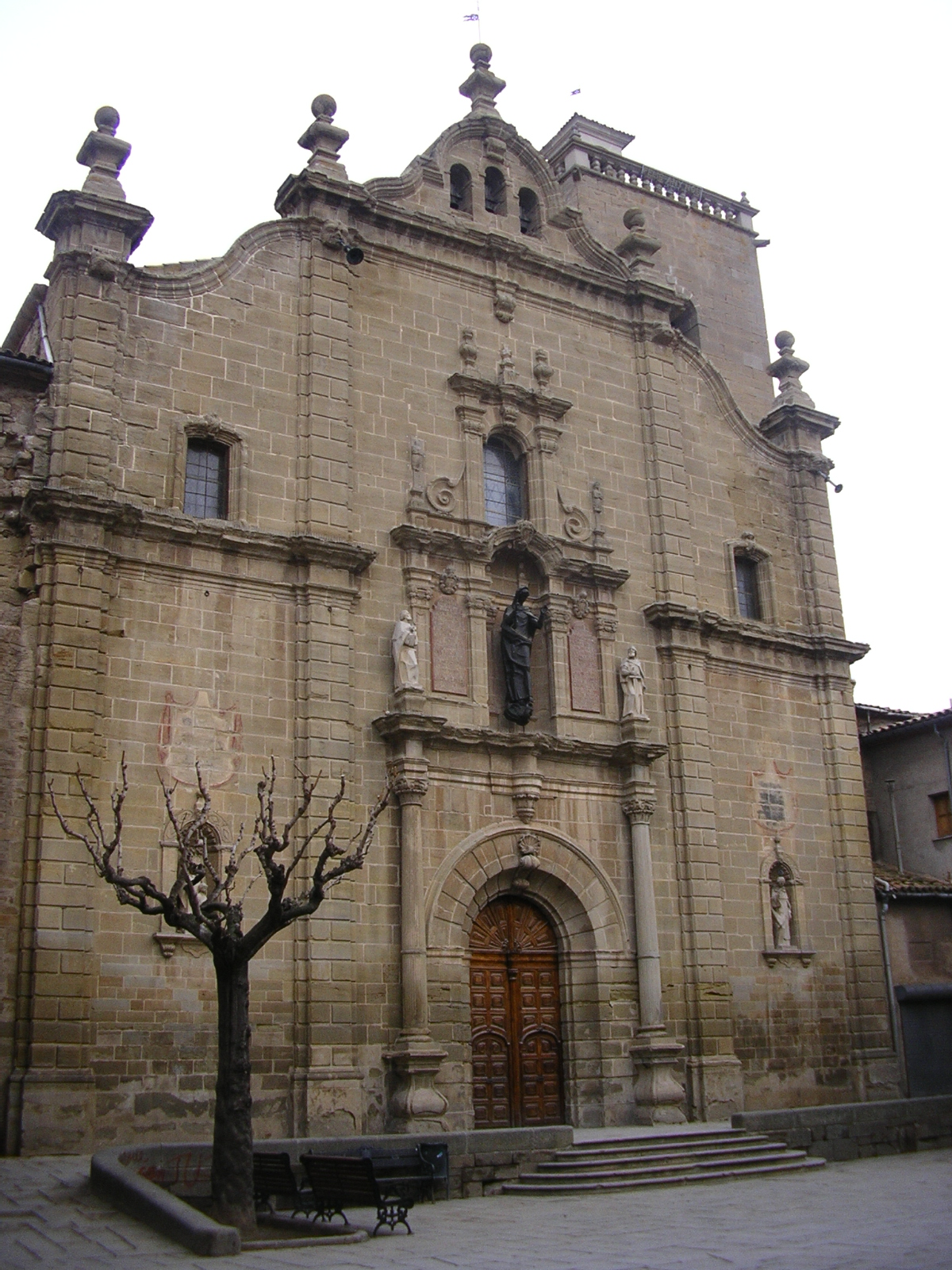
Canònica de Santa Maria (gener 2007)

A la vila medieval s'endevinen diversos moments. Un nucli fortificat on hi havia el castell que es data el segle xi i era situat al punt més alt de Guissona i havia format part de la ciutat romana. Fora del nucli clos, l'entorn de la canònica de Santa Maria de Guissona i el fossar. S'hi han trobat enterraments moderns i medievals. Cap al segle xiv es devia crear un nou perímetre del qual es conserva una de les tres torres portal, l'anomenat portal de l'Àngel, i tres torres sense portal.
L'aparell constructiu del dit portal de l'Àngel presenta carreus encoixinats propis de l'època baix medieval. Al costat occidental, un pany de muralla d'igual datació, molt modificat posteriorment. A l'est, hi resta un fragment de muralla d'uns 3 m d'alçada i 13 m de llargada on es veuen carreus regulars entre 30 i 40 cm de llarg. Aquest fragment coincideix amb el traçat del recinte baixmedieval podria tenir una cronologia més reculada. No es descarta, en funció d'estudis futurs, una datació als segles XII-XIII i, fins i tot, d'època islàmica (finals segle ix i començaments del segle X).